# 몬스터 헌터
《몬스터 헌터》(영어: Monster Hunter, 일본어: モンスターハンター 몬스타한타[*])는 일본의 비디오 게임 시리즈로, 캡콤에서 발매한 액션 게임 시리즈다. 약칭으로 MH, 몬헌(일본어: モンハン) 등을 사용한다.

## 시리즈
- 몬스터 헌터
- 몬스터 헌터 G
- 몬스터 헌터 포터블
- 몬스터 헌터 도스
- 몬스터 헌터 포터블 세컨드
- 몬스터 헌터 포터블 세컨드G
- 몬스터 헌터 트라이
- 몬스터 헌터 트라이 G
- 몬스터 헌터 포터블 서드
- 몬스터 헌터 4
- 몬스터 헌터 4G
- 몬스터 헌터 크로스
- 몬스터 헌터 더블 크로스
- 몬스터 헌터: 월드
- 몬스터 헌터: 월드 아이스본
- 몬스터 헌터 라이즈